# Чернец, Иван Арсентьевич
Иван Арсентьевич Чернец (литературный псевдоним — Арсентьев) — советский лётчик-истребитель и лётчик-штурмовик в годы Великой Отечественной войны, Герой Советского Союза (23.02.1945). Писатель, лауреат премии имени А. А. Фадеева. Публиковался под псевдонимом Арсентьев.

## Биография
Иван Арсентьевич Чернец родился 19 января 1920 года в селе Троицкое ныне Любашёвского района Одесской области Украины, в семье крестьянина. Украинец.
Окончил Одесское мореходное училище. Работал механиком на Николаевском судостроительном заводе. В Красной Армии с 1940 года. В 1941 году окончил Черниговское военно-авиационное училище.
В боях с первых месяцев Великой Отечественной войны. Зимой 1941 года участвовал в оборонительных воздушных боях на Дону в составе истребительной авиации ПВО, воевал на И-16. В составе истребительного звена сбил бомбардировщик противника «Дорнье — 217» (Dornier Do 217). Был сбит, в течение месяца в крайне истощённом состоянии выходил из вражеского тыла. Летом 1942 года участвовал в подготовке десантно-разведывательных групп для заброски в тыл противника в качестве лётчика учебного центра. Участвовал в боях при отступлении летом 1942 года.
В ноябре 1942 года прибыл 7-й гвардейский штурмовой авиационный полк и был зачислен в эскадрилью В. Б. Емельяненко. С декабря участвовал в боевых вылетах, полк вёл боевую работу на Северном Кавказе. Воевал на самолёте Ил-2 (определённое время — боевой самолёт с бортовым номером 13, вошедший в литературные произведения). В начале января 1943 года, после удачного вылета на поддержку отбивающей контратаки пехоты, сумел посадить повреждённый самолёт на одно шасси. В одном из следующих вылетов сбил Ме-109, выскочивший под пушки штурмовика. 20 января 1943 года был тяжело ранен. Теряя сознание, посадил повреждённый самолёт в горах Черкессии (район хутора Николаевский, 30 км от города Черкесска). Местными жителями был найден, извлечён из искорёженных обломков самолёта и доставлен в госпиталь. Несколько месяцев пролежал с перебитой ногой и ранением области глаза.
В свой полк вернулся в октябре 1943 года, добился разрешения летать. Участвовал в боевых вылетах на поддержку десанта на Керченский полуостров. 9 декабря во время боевого вылета в районе Эльтигена самолёт Чернеца был подбит зенитной артиллерией. Лётчику и тяжело раненому стрелку пришлось противостоять на смертельно повреждённой машине истребителю ПВО противника, и вследствие данного воздушного боя был пробит и воспламенён топливный бак, находящийся перед кабиной пилота. Иван Чернец дотянул объятый пламенем штурмовик до песчаной косы на таманском берегу. Обожжённых и раненых лётчика и стрелка спасли наши пехотинцы. Сильные ожоги 3-й и 4-й степени, то есть с обугливанием не только тела, но и костей, повреждение черепа, сотрясение мозга снова приковали лётчика на несколько месяцев к госпитальной койке.
Вернулся в свой полк летом 1944 года, когда бои шли уже на территории Белоруссии. Опытный лётчик стал водить группы штурмовиков, осенью был назначен командиром звена.
К декабрю 1944 года совершил 105 боевых вылетов на штурмовку войск противника, в результате чего были уничтожены и повреждены 21 танк, 63 автомашины, 9 железнодорожных эшелонов, 85 вагонов, 15 цистерн, 35 орудий, 27 зенитных точек. В 6 воздушных боях сбил 2 вражеских самолёта.
Указом Президиума Верховного Совета СССР от 23 февраля 1945 года за мужество и героизм, проявленные на фронте борьбы с немецко-фашистскими захватчиками, гвардии старшему лейтенанту Чернецу Ивану Арсентьевичу присвоено звание Героя Советского Союза с вручением ордена Ленина и медали «Золотая Звезда» (№ 5322).

## Преступление и наказание
Через несколько дней после присвоения ему звания Героя Советского Союза Чернец в составе группы лётчиков был направлен в тыл для получения новых штурмовиков Ил-10. Здесь, в тылу, он совершил поступок, перечеркнувший его фронтовые заслуги.
Чернец, согласно данным уголовного дела, в начале марта, будучи в нетрезвом состоянии, изнасиловал несовершеннолетнюю жительницу села Каменка-Белинская Пензенской области. 28 мая 1945 года трибуналом Приволжского военного округа осуждён к 5 годам лишения свободы в исправительно-трудовом лагере. 4 июня 1947 года лишён звания Героя Советского Союза.

## Жизнь после тюрьмы
Срок наказания отбыл полностью. После отбытия срока наказания жил в городе Куйбышеве, затем переехал в Москву. Стал журналистом, писателем. Первая повесть «Суровый воздух» вышла отдельной книгой в 1954 году. Иваном Арсентьевым создано множество произведений, в основном рассказывающих о боевой деятельности советских лётчиков в годы войны, но среди его произведений есть также повести о партизанах («Кровавый крест»), о революции 1905 года («Буян») и о других событиях отечественной истории. В 1959 году окончил Литературный институт имени А. М. Горького. Член КПСС с 1960 года. Печатался под псевдонимом Иван Арсентьев. Член Союза писателей СССР, лауреат премии имени А. А. Фадеева.
30 декабря 1967 года восстановлен в звании Героя Советского Союза.
Жил в городе-герое Москве. Скончался 14 мая 1999 года.
Его фамилия высечена на стеле «Крылья победы» в городе-герое Одессе на Площади 10 Апреля и на обелиске Славы на горе Митридат в городе-герое Керчи.

## Награды
- Медаль «Золотая Звезда» Героя Советского Союза (23.02.1945, № 5322);
- орден Ленина (23.02.1945);
- орден Красного Знамени (10.07.1944);
- два ордена Отечественной войны I степени (20.09.1944, 11.03.1985);
- орден Красной Звезды (30.04.1943);
- орден «Знак Почёта» (18.01.1980)[6];
- орден Славы III степени (7.12.1943);
- медали[7].

## Сочинения
- «Суровый воздух». — Куйбышев: Книжное издательство, 1954.[8]
- «Трудное счастье». — М.: «Молодая гвардия», 1958.
- «Повесть одной судьбы». — Куйбышев: Книжное издательство, 1960.
- «Ещё не гремели салюты». — Куйбышев: Книжное издательство, 1963.
- «Суровые будни». — М.: «Московский рабочий», 1965.
- «Кровавый крест». — М.: «Московский рабочий», 1968.
- «Буян». — Куйбышев, 1969.[9]
- «Среди ветров». — М.: «Московский рабочий», 1972.
- «Обратный штопор». — М.: «Современник», 1975.[10]
- «Лётная повесть». — М.: «Современник», 1975.
- «Три жизни Юрия Байды». — М.: «Московский рабочий», 1979.[11]
- «Преодоление». — М.: «Современник», 1980.
- Короткая ночь долгой войны. — М.: Воениздат, 1988. — 367 с. — ISBN 5-203-00219-3.